# Liparetrus laciniatus
Liparetrus laciniatus är en skalbaggsart som beskrevs av Lea 1917. Liparetrus laciniatus ingår i släktet Liparetrus och familjen Melolonthidae. Inga underarter finns listade i Catalogue of Life.